# Batalla de Fürth
La batalla de Fürth se libró el 3 de septiembre de 1632 entre las fuerzas católicas del emperador del Sacro Imperio Romano Germánico,  Fernando II, y las tropas protestantes del rey Gustavo Adolfo durante el período de intervención sueca en la guerra de los Treinta Años cerca de la ciudad de Fürth. La victoria táctica de las fuerzas católicas permitió al ejército de los Habsburgo avanzar rápidamente hacia Sajonia, mientras que las fuerzas de Gustavo Adolfo se vieron obligadas a retirarse.

## Antecedentes regionales

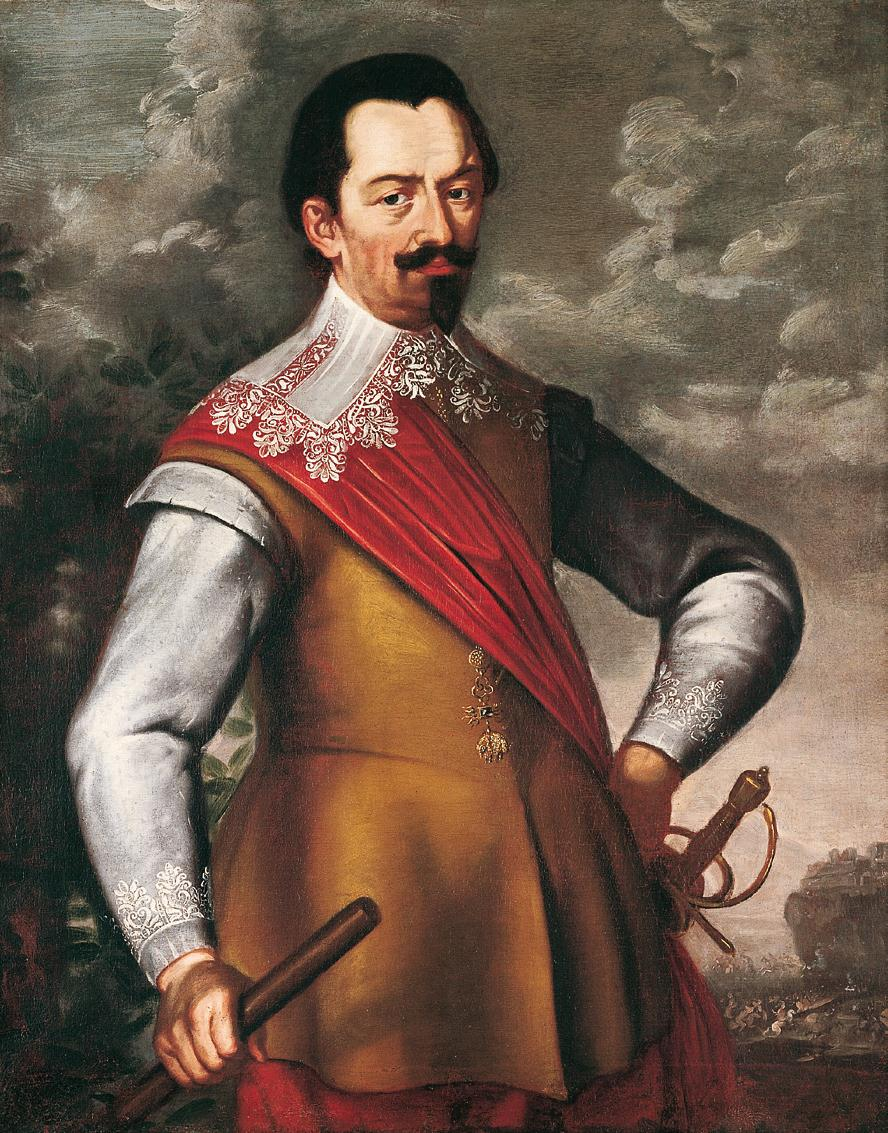
El jefe de las fuerzas católicas, el general Albrecht von Wallenstein

Fürth era una ciudad comercial, cuya licencia de comercio había sido suspendida por el emperador del Sacro Imperio Enrique III, por lo que perdió el privilegio y todo lo que conllevaba a la cercana Núremberg poco después de su fundación. Esta situación cambió después de la muerte de Enrique, y en 1062 se le permitió a Fürth tener su propio mercado. Sin embargo, Fürth no podía competir fácilmente con Núremberg, que había crecido y prosperado constantemente en los años siguientes. En los siglos posteriores, Núremberg se convirtió en la ciudad más importante de la región, incluso subordinando a Fürth a ella a pesar de la importancia estratégica de Fürth. El carácter del asentamiento agrícola de Fürth se mantuvo después en gran medida. En consecuencia, en 1600 la población probablemente todavía era solo de unos 1000 a 2000 habitantes.

## La batalla

### Antecedentes

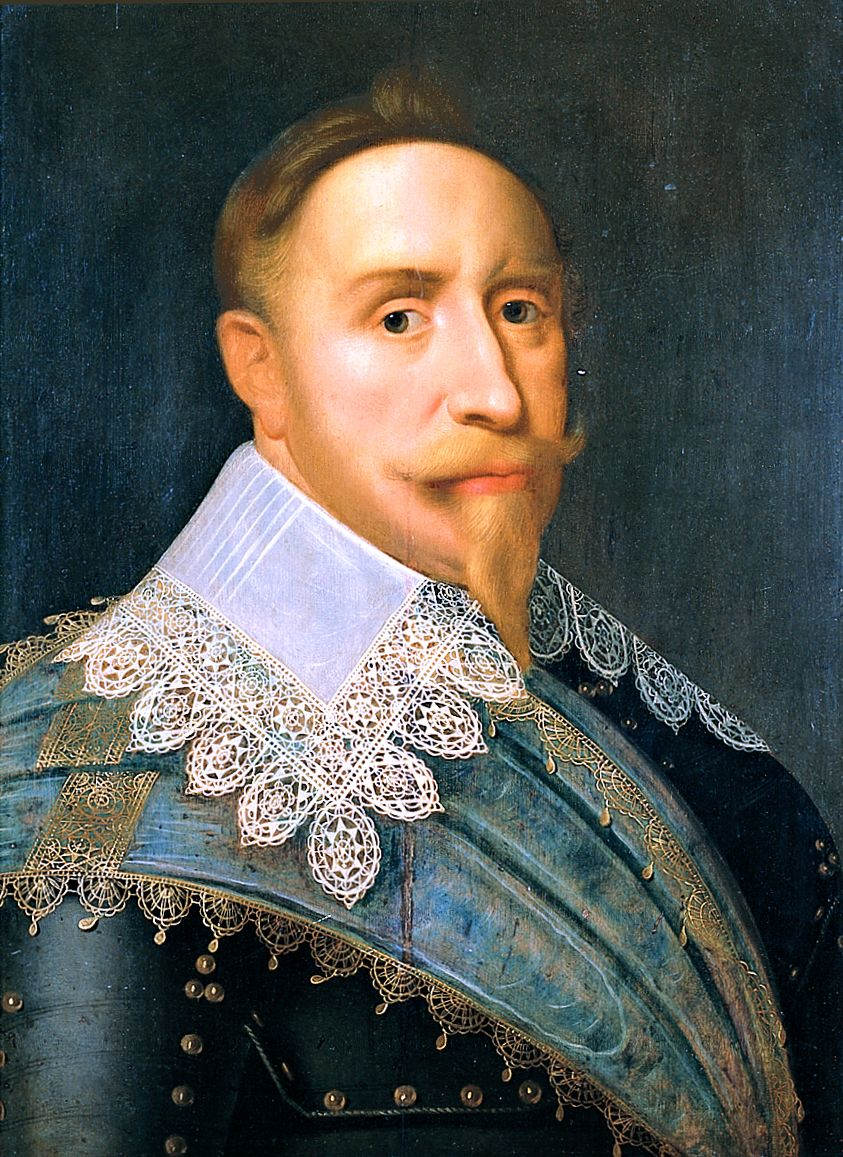
El rey Gustavo Adolfo II de Suecia

La ciudad de Fürth está situada al este y al sur de los ríos Rednitz y Pegnitz, que confluyen para formar el río Regnitz al noroeste del centro de la ciudad. El vado a través del Regnitz, el motivo de la fundación original del asentamiento, es la característica que le dio a Fürth su importancia estratégica como punto de acceso a Núremberg durante la campaña del dirigente protestante, el rey Gustavo Adolfo de Suecia, a través de Baviera.
En la primavera de 1632, Gustavo Adolfo había sufrido frente al emperador de Habsburgo, Fernando II, una gran derrota en Rain, donde había caído el jefe del ejército católico, el general Conde de Tilly. Posteriormente había tomado la Ciudad Imperial Libre de Augsburgo sin luchar, y el 17 de mayo había marchado hacia Múnich sin ser molestado. PDespués ocupó Núremberg y acampó su ejército fuera de la ciudad.

### Desarrollo
Cuando Gustavo Adolfo marchó hacia Fürth a fines de agosto de 1632, fue posiblemente el mayor error en su campaña alemana. Su oponente en la batalla, y el sucesor de Tilley, fue el general Albrecht von Wallenstein. En la primavera de 1632, el general Wallenstein había reunido un ejército nuevo en pocas semanas y había salido al campo. Rápidamente expulsó al ejército sajón de Bohemia y luego avanzó hacia el noroeste con el objetivo de hacer campaña en la Sajonia alineada con los protestantes. Wallenstein estableció el campamento y construyó defensas de tierra en Fürth. Allí se encontró con Gustavo Adolfo, quien ya se había despedido de la ciudad de Fürth en junio, y que había vuelto del sur y tomado Núremberg para oponerse a los designios del general sobre Sajonia. Gustavo Adolfo pronto probó la fuerza de Wallenstein en la Batalla del Alte Veste —el viejo fuerte— a fines de agosto, lo que resultó una victoria católica nominal, y obligó a las fuerzas protestantes a acampar rápidamente en una posición defensiva, casi sin ayuda adicional. Gustavo Adolfo, el práctico sitiador, ahora se encontró asediado por la fuerza mucho más numerosa del general Wallenstein.

### El ataque
Gustavo Adolfo finalmente fue reforzado a principios de septiembre. A esto siguió el desastroso intento del día 3 de septiembre contra las fuerzas bien atrincheradas de Wallenstein en lo que fue la Batalla de Fürth, donde la fuerza ofensiva del protestante sufrió 2500 bajas.
Gustavo Adolfo no pudo persuadir a Wallenstein para llevarlo a la batalla en campo abierto. La táctica posterior a la batalla de Wallenstein -de mantener una posición estrictamente defensiva y bien fortificada- dio sus frutos cuando, escaso de provisiones, Gustavo Adolfo se vio obligado a retirarse hacia el sur el 19 de septiembre. Esto dejó a los dos ejércitos principales enfrentados en la región en un punto muerto que no se pudo resolver hasta la batalla de Lützen en noviembre, que se saldó con una victoria muy costosa para las fuerzas protestantes.

## Consecuencias
El resultado inmediato de la campaña de Núremberg permitió a los Habsburgo avanzar hacia Sajonia. Fürth había sido casi completamente destruido por el fuego antes del asedio del 18 al 19 de junio, y fue abandonado en gran parte. Gustavo Adolfo murió en la batalla de Lützen, una batalla devastadora (para ambos bandos) que tuvo lugar seis semanas después. En los siguientes años, la conducta precavida de Wallenstein en el campo de batalla y los errores militares lo llevaron a perder el favor del Emperador. Combinado esto con su creciente ambición e intriga política, Wallenstein fue víctima de un asesino en 1634.